# Michael Jonzon
Michael Jonzon (Skara, 21 april 1972) is een professioneel golfer uit Zweden.

## Biografie
Jonzon leerde het golfspel van zijn vader en werd in 1991 professional. Van 1995-2000 speelde hij op de Europese PGA Tour, voordat hij zijn kaart weer verloor. In 1997 was Jonzon de beste op de Portugees Open. Nadien speelde hij beurtelings op de Challenge Tour en de Europese Tour. In 2007 was zijn goede vorm weer terug. In 2009 speelde hij zijn 290ste toernooi op de Club de Campo del Mediterráneo en won de Castelló Masters. 

### Overwinningen
| Jaar | Toernooi                                         | Tour              |
| ---- | ------------------------------------------------ | ----------------- |
| 1997 | Open Novotel Perrier, samen met Anders Forsbrand | -                 |
| 1997 | Portugees Open                                   | Europese PGA Tour |
| 2003 | Galeria Kaufhof Pokal Challenge                  | Challenge Tour    |
| 2003 | Rolex Trophy                                     | Challenge Tour    |
| 2006 | Rosén Open                                       | SGF Golf Ranking  |
| 2009 | Castelló Masters Costa Azahar                    | Europese PGA Tour |
| 2019 | Skinnarebo Open by Runes Bil                     | Future Series     |
| 2019 | Crane Golf Tour Skövde                           | SGF Golf Ranking  |

### Resultaten op deMajors
| Major                 | 1991 | 1992 | 1993 | 1994 | 1995 | 1996 | 1997 | 1998 | 1999 | 2000 | 2001 | 2002 | 2003 | 2004 | 2005 | 2006 | 2007 | 2008 | 2009 | 2010 | 2011 | 2012 | 2013 | 2014 | 2015 | 2016 | 2017 | 2018 | 2019 | 2020 |
| --------------------- | ---- | ---- | ---- | ---- | ---- | ---- | ---- | ---- | ---- | ---- | ---- | ---- | ---- | ---- | ---- | ---- | ---- | ---- | ---- | ---- | ---- | ---- | ---- | ---- | ---- | ---- | ---- | ---- | ---- | ---- |
| The Open Championship |      |      |      |      |      | T60  |      |      |      | CUT  |      |      |      |      |      |      |      |      |      |      |      |      |      |      |      |      |      |      |      |      |

CUT = miste de cut halverwege

### Resultaten op deWorld Golf Championships
| Toernooi             | 1999 | 2000 | 2001 | 2002 | 2003 | 2004 | 2005 | 2006 | 2007 | 2008 | 2009 | 2010 | 2011 | 2012 | 2013 | 2014 | 2015 | 2016 | 2017 | 2018 | 2019 | 2020 |
| -------------------- | ---- | ---- | ---- | ---- | ---- | ---- | ---- | ---- | ---- | ---- | ---- | ---- | ---- | ---- | ---- | ---- | ---- | ---- | ---- | ---- | ---- | ---- |
| WGC Kampioenschap    |      |      |      |      |      |      |      |      |      |      |      |      |      |      |      |      |      |      |      |      |      |      |
| WGC Matchplay        |      |      |      |      |      |      |      |      |      |      |      |      |      |      |      |      |      |      |      |      |      |      |
| WGC Invitational     |      |      |      |      |      |      |      |      |      |      |      | T78  |      |      |      |      |      |      |      |      |      |      |
| WGC - HSBC Champions |      |      |      |      |      |      |      |      |      |      | T57  |      |      |      |      |      |      |      |      |      |      |      |